# Vitra Design Museum
Das Vitra Design Museum ist ein Designmuseum in Weil am Rhein (Deutschland), an der Grenze zur Schweizer Stadt Basel. Die Rechtsform des Museums ist eine Stiftung. Rolf Fehlbaum, der Inhaber des Schweizer Möbelproduzenten Vitra, plante zunächst ein Gebäude für eine dauerhafte Ausstellung seiner Stuhl- und Möbelsammlung. Nach seiner Begegnung mit Alexander von Vegesack wurde es als Designmuseum für wechselnde Ausstellungen und Veranstaltungen konzipiert und realisiert. Alexander von Vegesack wurde als Gründungsdirektor des Museums berufen und leitete dieses von 1989 bis 2010. Von Vegesack entwickelte das Museum in dieser Zeit zu einer international bekannten und führenden Adresse für Design und Architektur. Von 2011 bis 2020 wurde das Museum von Mateo Kries und Marc Zehntner als Co-Direktoren geleitet. Unter ihrer gemeinsamen Leitung wurde der Umfang der Ausstellungen und Veranstaltungen stark erweitert. 2011 wurde die Vitra Design Museum Gallery und 2016 das Vitra Schaudepot von Herzog & de Meuron eröffnet. Seit 2020 wird das Vitra Design Museum von Mateo Kries als Direktor geleitet, mit Sabrina Handler als stellvertretender Direktorin und COO und Heiko Hoffmann als Head of Finance.
Im Vitra Design Museum werden wechselnde thematische Ausstellungen, Retrospektiven und Workshops aus den Bereichen Architektur und Design angeboten. Während es die frühere Zielsetzung des Museums war, eine „Popularisierung von Design“ zu fördern, legen die heutigen Kuratoren Wert darauf, dass Design auch „erforscht und vermittelt“ wird.

## Sammlung
Der Schwerpunkt der Sammlung ist die Möbel- und Innenraumgestaltung. Grundlage war einst der Nachlass der nordamerikanischen Möbeldesigner und Architekten Charles und Ray Eames, deren Entwürfe durch Vitra hergestellt und in Europa vertrieben werden. 1986 kaufte Fehlbaum dem späteren Museumsleiter Vegesack 150 Stühle aus dessen Sammlung ab. Die Mobiliarsammlung umfasst mittlerweile nahezu alle bekannten Industriedesigner, wie George Nelson, Alvar Aalto, Verner Panton, Dieter Rams, Jean Prouvé und Michael Thonet. Eine Besonderheit ist der Erwerb, die Archivierung und Pflege von Nachlässen verstorbener Designerpersönlichkeiten. Die Sammlung kann daher von den Skizzen über die Prototypen bis hin zu den realisierten Produkten Designprozesse umfassend präsentieren. Neben der Möbel-Sammlung wurden auch eine Bibliothek und ein Archiv mit den Nachlässen von Designern eingerichtet.
Objekte aus der Sammlung sind in der Regel im Rahmen der wechselnden Museumsausstellungen zu sehen. Das Basler Architekturbüro Herzog & de Meuron wurde 2014 damit beauftragt, einen neuen Sammlungsbau eigens für die mittlerweile rund 7000 Möbel und 1300 Objekte der Leuchtensammlung zu entwerfen. Am 3. Juni 2016 wurde auf dem Vitra Campus das Schaudepot eröffnet. Es ist ein fensterloses Gebäude aus rotem Ziegelstein mit flachem Satteldach und befindet sich neben dem ehemaligen Feuerwehrhaus von Zaha Hadid. Hier wurde ein zweiter Eingang zum Vitra Campus geschaffen, der nun mit der Bahn von den Städten Basel und Weil am Rhein aus einfacher zu erreichen ist. In der Dauerausstellung werden etwa „400 Schlüsselstücke des modernen Möbeldesigns von 1800 bis heute“ gezeigt.
Vom 1. Juli 2000 bis zum 18. Januar 2004 hatte das Museum einen zweiten Sitz im Berliner Bezirk Prenzlauer Berg in einer denkmalgeschützten ehemaligen Trafohalle der Bewag. Dort wurden neben den Ausstellungen aus Weil am Rhein auch eigene Angebote gezeigt wie Design Berlin! New projects for a changing city, Issey Miyake & Dai Fujiwara: A-Poc Making und Cartier Design. Als die Bewag das Gebäude verkaufen wollte, plante man einen Umzug ins Kulturzentrum Pfefferberg. Doch nach der Bauplanung und der Grundsteinlegung wurde das Projekt 2008 aus unbekannten Gründen eingestellt.
Auf dem Architekturpark Vitra Campus wurde in der Nähe zum Museum im Jahre 2010 das von Herzog & de Meuron gestaltete VitraHaus eröffnet. Rolf Fehlbaum widmete dieses Gebäude seiner 2009 verstorbenen Mutter Erika Fehlbaum. Im Erdgeschoss des VitraHauses befindet sich der Vitra Design Museum Shop.
2003 wurde die kleine Vitra Design Museum Gallery als Anbau der bereits seit 1989 bestehenden Werkspforte von Frank Gehry gebaut. Sie diente zunächst als Museumsladen bis zu dessen Umzug 2010 in das VitraHaus. Von 2011 an bis 2015 wurden in der Vitra Design Museum Gallery kleinere Ausstellungen und experimentelle Projekte gezeigt.
2017 war das bisher besucherstärkste Ausstellungsjahr. Es wurden zehn Ausstellungen präsentiert, die insgesamt 178.707 Besuchern sahen: im Vitra Design Museum, dem Vitra Schaudepot, der Vitra Design Museum Gallery und in der Fire Station von Zaha Hadid.
2018 kaufte das Museum vier Möbelstücke des Berliner Möbeldesigners und Konzeptkünstlers Rafael Horzon an: den Stuhl 01, bestehend aus vier identischen quadratischen Platten, den 2007 entworfenen Stabstuhl 24, der aus 24 gleichen Holzstäben besteht, das erste 1999 von Horzon selbst montierten Exemplar des Universalregals Modern sowie das 2003 mit Michael Obladen entwickelte Fertighaus Hausbau.

## Architektur

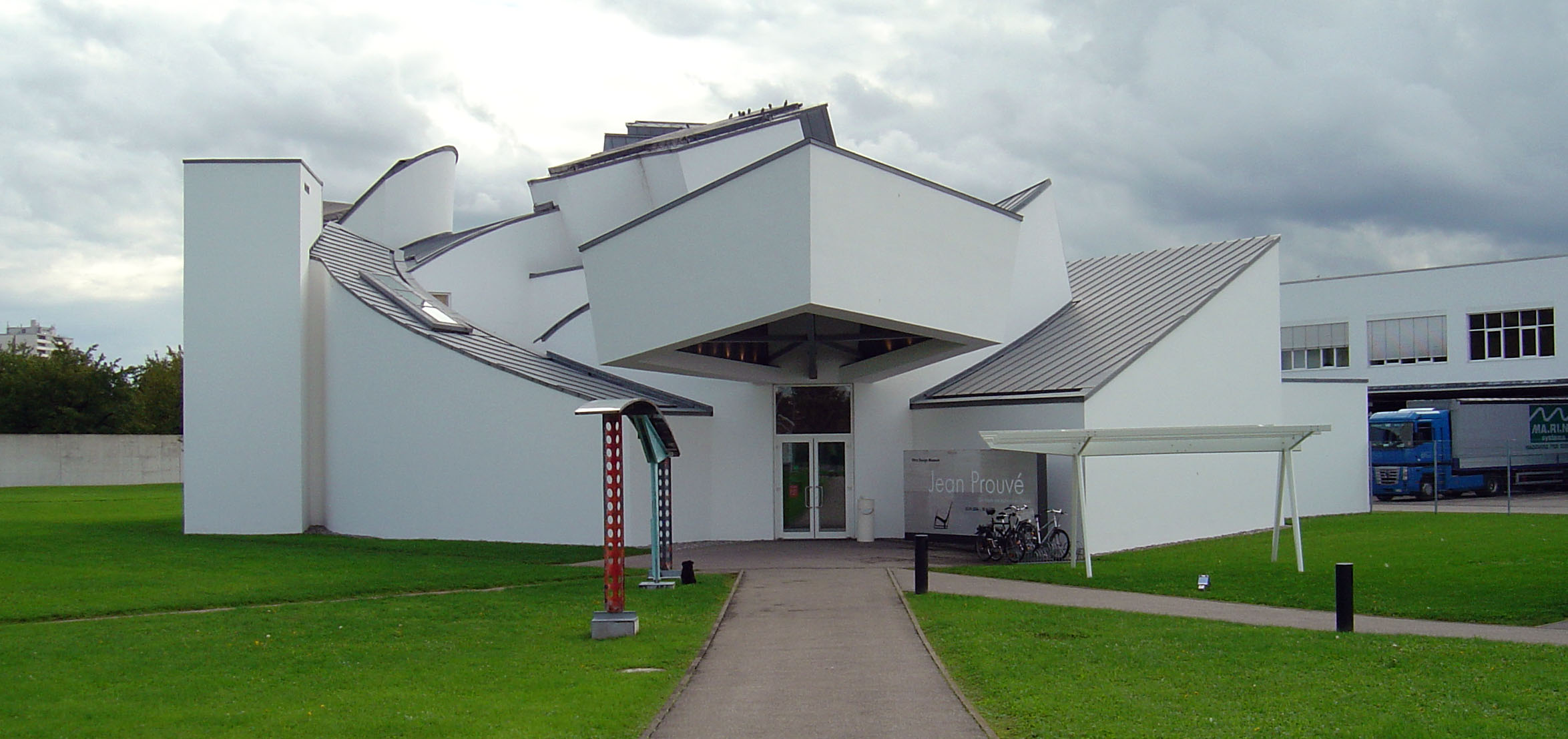
Museumseingang

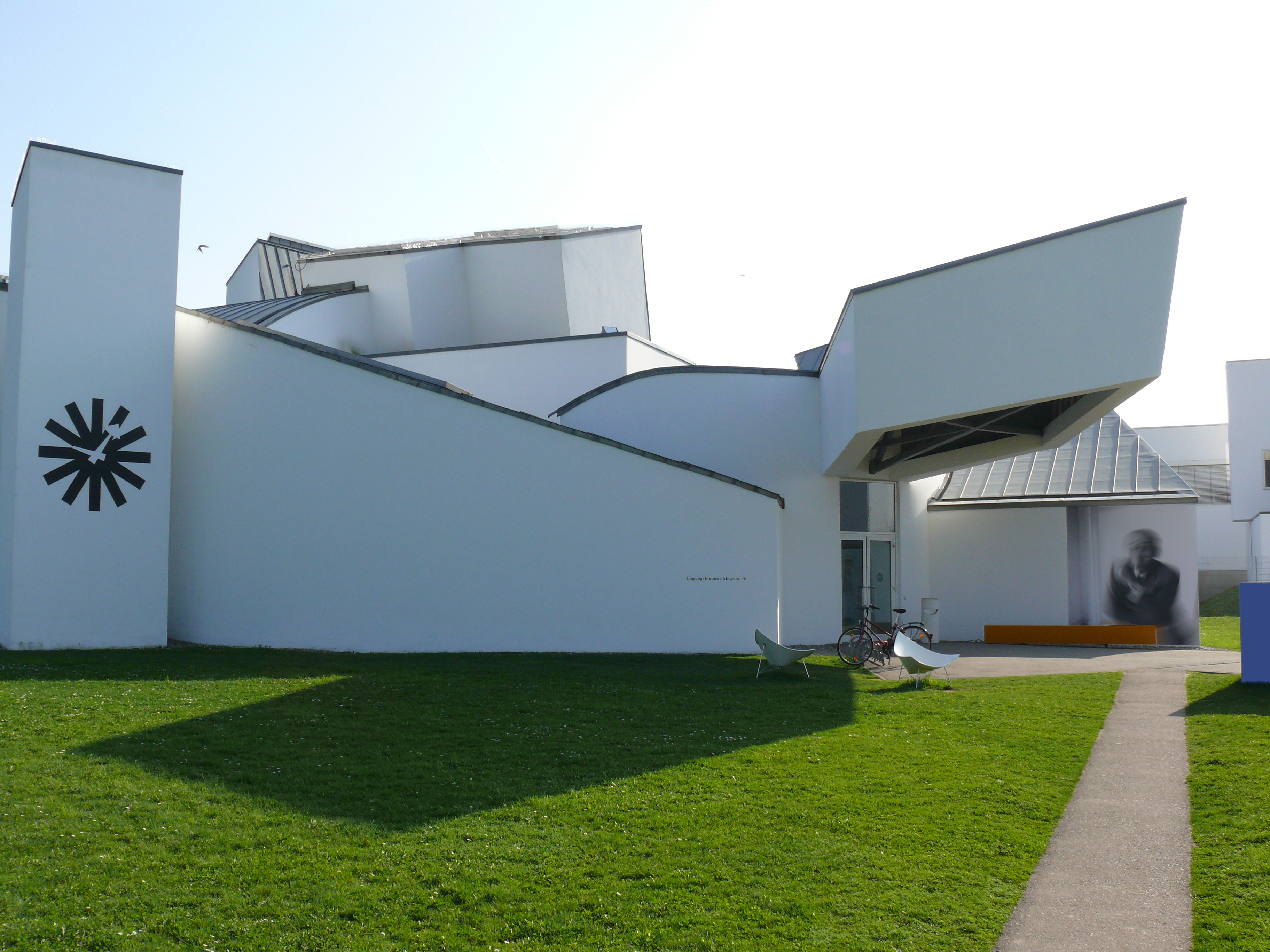
Straßenseite,
links George Nelsons Asteric Clock (1950)

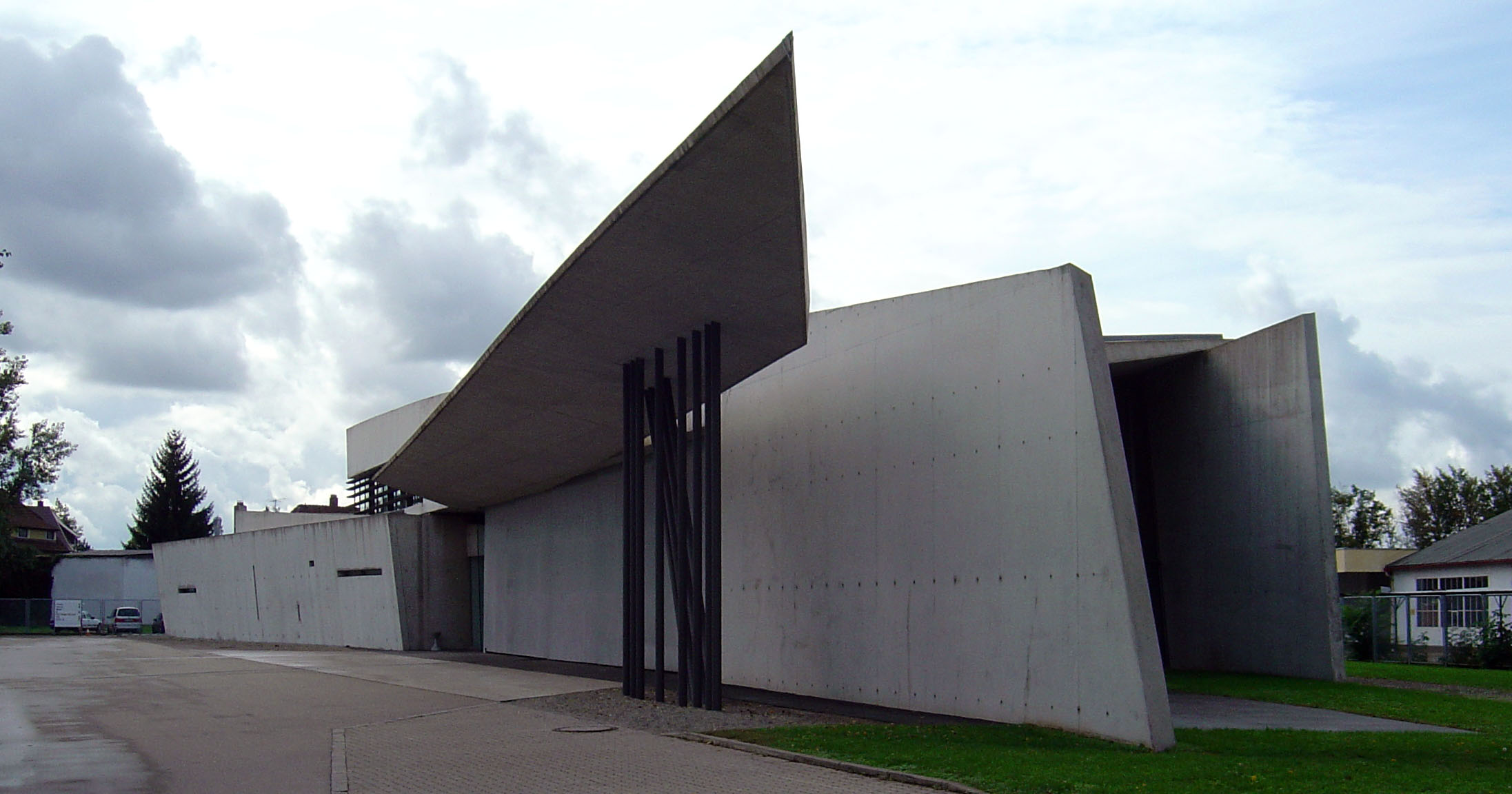
Ehemaliges Feuerwehrhaus von Zaha Hadid

Das Museum und das dahinter liegende Produktions- und Verwaltungsgebäude entstanden nach einem Entwurf des US-amerikanischen Architekten Frank O. Gehry, die Realisierung erfolgte in Zusammenarbeit mit dem Lörracher Architekten Günter Pfeifer. Nach einer Bauzeit von drei Jahren wurde es am 3. November 1989 eröffnet. Es umfasst vier Ausstellungsräume und einen Keller. Mit diesem Bau wandte sich Gehry von seinen bis dahin verwendeten Materialien ab. Statt einer Mischung unterschiedlichster Baustoffe beschränkte er sich auf weißen Putz und Titanzink für die Fassade. Das Museum befindet sich – mit dem ebenfalls von Gehry entworfenen Pförtnerhaus – am Haupteingang zum Firmengelände. Der skulpturale Baukörper wird mit einem gewissen Abstand von Obstbäumen umfasst, eine große Eisenplastik der Bildhauer Claes Oldenburg und Coosje van Bruggen namens „Balancing Tools“, die Polstereiwerkzeuge darstellen, befindet sich in Sichtweite des Museums.
Es handelt sich um Gehrys erstes Gebäude in Europa und um den zweiten Bau einer Reihe von Entwürfen international angesehener Architekten auf dem Firmengelände. Zuvor war bereits eine Fabrikationshalle nach einem Entwurf des Briten Nicholas Grimshaw entstanden, es folgten ein Gebäude für die Werkfeuerwehr von Zaha Hadid – später vorübergehend als Ausstellungsgebäude genutzt –, ein Konferenzpavillon des Japaners Tadao Andō und ein Fabrikationsgebäude des portugiesischen Architekten Álvaro Siza Vieira. Frank Gehry realisierte später ein weiteres Gebäude für die Firma im schweizerischen Birsfelden.
Neben den Museumsausstellungen werden auch architekturhistorisch markante Bauwerke auf dem Firmengelände von Vitra präsentiert. Dies sind ein Tankstellen-Häuschen des französischen Konstrukteurs Jean Prouvé sowie ein geodätisches Kuppelzelt nach Richard Buckminster Fuller.

## Ausstellungen
Die meisten Ausstellungen gehen als Wanderausstellungen in bedeutende Museen um die Welt. Zu allen Ausstellungen wurden Kataloge oder ausführliche Begleitbände erstellt, die meist vom firmeneigenen Verlag herausgegeben wurden.
Im November 2019 veröffentlichte das Museum eine Enzyklopädie zur Geschichte der modernen Möbelgestaltung, den Atlas des Möbeldesigns. Darin werden die Werke der bedeutendsten Gestalter der vergangenen 230 Jahre Möbelgeschichte und alle wichtigen Phasen der Designgeschichte dokumentiert. An dem mehr als 1.000-seitigen „Grundlagenwerk“ sind über 70 Autoren aus rund 20 Jahren Forschung am Vitra Design Museum beteiligt.
| Thema | Dauer                                                                  |
| --- | ---------------------------------------------------------------------- |
| Erich Dieckmann: Praktiker der Avantgarde. Möbelbau 1921–1933, Bauhaus Weimar, Bauhochschule Weimar, Burg Giebichenstein.              | 13. Juni 1990 – 30. September 1990                                     |
| Tschechischer Kubismus. Architektur und Design 1910–1925.                                                                              | 12. Juli 1991 – 22. September 1991                                     |
| Bořek Šípek: Die Nähe der Ferne. Architektur – Design.                                                                                 | 17. Juni 1992 – 20. September 1992                                     |
| Ein Stuhl macht Geschichte. | 6. November 1992 – 28. März 1993                                       |
| Citizen office. Ideen und Notizen zu einer neuen Bürowelt.                                                                             | 30. April 1993 – 26. September 1993                                    |
| Afrikanische Sitze. | 10. Juni 1994 – 25. September 1994                                     |
| Thonet: Pionier des Industriedesigns 1830–1900.                                                                                        | 30. September 1994 – 26. März 1995                                     |
| 100 Masterpieces aus der Sammlung des Vitra Design Museums.                                                                            | 10. Juli 1995 – 21. Januar 1996                                        |
| Alla Castiglioni. | 25. Januar 1997 – August 1997                                          |
| Die Welt von Charles & Ray Eames. | 19. November 1997 – 22. März 1998                                      |
| Kid Size. Möbel und Objekte für Kinder.                                                                                                | Frühjahr / Sommer 1998                                                 |
| Frank Lloyd Wright und die lebendige Stadt.                                                                                            | 10. Juni 1998 – 11. Oktober 1998                                       |
| Mies van der Rohe: Möbel und Bauten in Stuttgart, Barcelona, Brno.                                                                     | 6. Februar 1999 – 25. April 1999                                       |
| 100 Jahre – 100 Stühle. | 29. April 1999 – 30. Mai 1999                                          |
| Verner Panton. Das Gesamtwerk. | 5. Februar 2000 – 12. Juni 2000                                        |
| Luis Barragán. Stille Revolution. | 22. Juni 2000 – 29. Oktober 2000                                       |
| Isamu Noguchi. Sculptural Design. | 8. Dezember 2001 – 1. Mai 2002                                         |
| Living in Motion. Design und Architektur für flexibles Wohnen.                                                                         | 17. Mai 2002 – 15. September 2002                                      |
| Ingo Maurer. Light – Reaching for the Moon.                                                                                            | 3. Oktober 2002 – 31. August 2003                                      |
| Leben unter dem Halbmond. Die Wohnkulturen der Arabischen Welt.                                                                        | 21. Juli 2003 – 18. Januar 2004 und 23. Februar 2008 – 31. August 2008 |
| Marcel Breuer – Design und Architektur.                                                                                                | 17. September 2003 – 2. Mai 2004                                       |
| Airworld – Design und Architektur für die Flugreise.                                                                                   | 15. Mai 2004 – 27. Februar 2005                                        |
| Der Blick der Moderne. Architekturfotografien der Sammlung Alberto Satoris im Dialog mit Objekten des Vitra Design Museums.            | 12. März 2005 – 29. Mai 2005                                           |
| Joe Colombo – Die Erfindung der Zukunft.                                                                                               | 21. Januar 2006 – 10. September 2006                                   |
| Jean Prouvé – Die Poetik des technischen Objekts.                                                                                      | 23. September 2006 – 28. Januar 2007                                   |
| Zerstörung der Gemütlichkeit? Programmatische Wohnausstellung des 20. Jahrhunderts.                                                    | 10. Februar 2007 – 28. Mai 2007                                        |
| Le Corbusier – The Art of Architecture.                                                                                                | 29. September 2007 – 10. Februar 2008                                  |
| Open House – Architektur und Technologie für intelligentes Wohnen.                                                                     | Mai – November 2008                                                    |
| George Nelson – Architekt, Designer, Autor, Lehrer.                                                                                    | 12. September 2008 – 3. Mai 2009                                       |
| Antikörper. Arbeiten von Fernando und Humberto Campana 1989–2009.                                                                      | 16. Mai 2009 – 28. Februar 2010                                        |
| Die Essenz der Dinge. Design und die Kunst der Reduktion.                                                                              | 20. März 2010 – 19. September 2010                                     |
| Frank O. Gehry seit 1997. | 2. Oktober 2010 – 13. März 2011                                        |
| Zoom. Italienisches Design und die Fotografie von Aldo und Marirosa Ballo.                                                             | 26. März 2011 – 3. Oktober 2011                                        |
| BioMorph – Organisches Design. | 30. September 2011 – 8. Januar 2012                                    |
| Rudolf Steiner – Die Alchemie des Alltags.                                                                                             | 15. Oktober 2011 – 1. Mai 2012                                         |
| Gerrit Rietveld – Die Revolution des Raums.                                                                                            | 17. Mai 2012 – 16. September 2012                                      |
| Erwin Wurm. | 14. September 2012 – 20. Januar 2013                                   |
| Pop Art Design. | 13. Oktober 2012 – 3. Februar 2013                                     |
| Thomas Florschuetz – Extrakt. | 1. Februar 2013 – 26. Mai 2013                                         |
| Louis Kahn – The Power of Architecture.                                                                                                | 23. Februar 2013 – 11. August 2013                                     |
| Lightopia. | 29. September 2013 – 16. März 2014                                     |
| Shiro Kuramata – Design as Poetry. | 19. Oktober 2013 – 12. Januar 2014                                     |
| Visiona 1970 – Revisiting the Future.                                                                                                  | 7. Februar 2014 – 1. Juni 2014                                         |
| Konstantin Grcic – Panorama. | 22. März 2014 – 14. September 2014                                     |
| Alvaro Siza – The Alhambra Project. | 13. Juni 2014 – 12. Oktober 2014                                       |
| Alvar Aalto – Second Nature. | 27. September 2014 – 1. März 2015                                      |
| Source Material. | 24. Oktober 2014 – 8. Februar 2015                                     |
| Making Africa. A Continent of Contemporary Design.                                                                                     | 14. März 2015 – 13. September 2015                                     |
| The Maker Library Network. | 12. Juni 2015 – 4. Oktober 2015                                        |
| Das Bauhaus #allesistdesign. | 26. September 2015 – 28. Februar 2016                                  |
| Alexander Girard. A Designer’s Universe.                                                                                               | 12. März 2016 – 29. Januar 2017                                        |
| Hello, Robot. Design zwischen Mensch und Maschine.                                                                                     | 11. Februar 2017 – 14. Mai 2017                                        |
| Ettore Sottsass. Rebell und Poet. | 14. Juli 2017 – 24. September 2017                                     |
| Monobloc. Ein Stuhl für die Welt | Schaudepot, 17. März 2017 – 9. Juli 2017                               |
| Charles & Ray Eames. The Power of Design. \| An Eames Celebration (= vier Ausstellungen).                                              | 30. September 2017 – 25. Februar 2018                                  |
| Night Fever. Design und Clubkultur 1960 – heute.                                                                                       | 17. März 2018 – 9. September 2018                                      |
| Victor Papanek: The Politics of Design.                                                                                                | 29. September 2018 – 10. März 2019.                                    |
| Balkrishna Doshi. Architektur für den Menschen.                                                                                        | 30. März 2019 – 8. September 2019                                      |
| Objekte der Begierde. Surrealismus und Design 1924 – heute.                                                                            | 28. September 2019 – 19. Januar 2020                                   |
| Home Stories. 100 Jahre, 20 visionäre Interieurs.                                                                                      | 8. Februar 2020 – 28. Februar 2021                                     |
| Deutsches Design 1949–1989. Zwei Länder, eine Geschichte.                                                                              | 20. März 2021 – 5. September 2021                                      |
| Spot On. Designerinnen in der Sammlung                                                                                                 | 19. Juni 2021 – 8. Mai 2022                                            |
| Here we are! Frauen im Design 1900 – heute                                                                                             | 23. September 2021 – 6. März 2022                                      |
| Memphis. 40 Jahre Kitsch und Eleganz                                                                                                   | 6. Februar 2021 – 23. Januar 2022                                      |
| Plastik. Die Welt neu denken | 26. März 2022 – 4. September 2022                                      |
| Hello, Robot. Design zwischen Mensch und Maschine                                                                                      | 24. September 2022 – 5. März 2023                                      |
| Colour Rush! Eine Installation von Sabine Marcelis                                                                                     | 14. Mai 2022 – 12. Mai 2024                                            |
| The ECAL Manual of Style: How to best teach design today?                                                                              | 15. Oktober 2022 – 16. April 2023                                      |
| Garden Futures: Designing with Nature                                                                                                  | 25. März – 3. Oktober 2023                                             |
| Schaudepot: Barragán Gallery |                                                                        |
| „Wunderkammer“: Inszenierung von mehr als 1.000 meist beweglichen Objekten aus der Sammlung von Rolf Fehlbaum, Vitra Chairman Emeritus | Ausschließlich nach Anmeldung im Rahmen öffentlicher Führungen         |

## Zukunft
Für die Zukunft ist geplant, die Tramlinie 8 der Straßenbahn Basel bis nach Vitra Campus zu verlängern; im Rahmen des Projekts „Herzstück Basel“ ist als Idee ein S-Bahn-Anschluss vorgesehen.

## Filme
- 30 Jahre Vitra Design Museum in Weil am Rhein. Fernseh-Reportage, 2:29 Min., Buch und Regie: Sandra Helmeke, Produktion: SWR-Studio Freiburg, Redaktion: SWR Aktuell. Deutschland 2019, Erstausstrahlung: 9. September 2019 bei SWR Fernsehen.
- Vitra Design Museum, Weil am Rhein (= Museums-Check. Folge 69). Reportage, 30 Min., Moderation: Markus Brock, Produktion: 3sat. Erstausstrahlung: 4. Juli 2021.[35]

## Weitere Bauwerke
Weitere Bauwerke auf dem Vitra Campus sind der Vitra Rutschturm und das VitraHaus.